# Теребутинец
Теребутинец (в некоторых источниках — Теребутенец) — железнодорожная станция (тип населённого пункта) в Любытинском районе Новгородской области России. Входит в Неболчское сельское поселение.

## География
Находится на северо-востоке Валдайской возвышенности, на высоте 222 м над уровнем моря. Протекает река Дощанка (Дощаница). Вокруг — преимущественно непроходимые леса и болота.
Площадь территории — 98 га.
Через Теребутинец проходят туристические маршруты: Неболчи — Звонец — Теребутинец — Михалиха — Каменка — Галица — р. Прикша — Слобода — Озерово — Елигово — Засоболье — Топорок.

## Население
| 2010 |
| ---- |
| 52   |

## История
История Теребутинца Дрегельского района Ленинградской области начинается с 1930-х с образованием в нём лесозаготовительного пункта. По Указу Президиума Верховного Совета СССР от 5 июля 1944 года Дрегельский район был передан из Ленинградской области во вновь образованную Новгородскую область. Населённый пункт активно развивается в послевоенные годы: строятся школы, интернат, создаётся инфраструктура.
11 августа 1959 года решением Новгородского облисполкома № 612 центр Сивцевского сельсовета Дрегельского района был перенесѐн из деревни Сивцево на станцию Теребутинец.
Во время неудавшейся всесоюзной реформы по делению на сельские и промышленные районы и парторганизации, в соответствии с решениями ноябрьского (1962 года) пленума ЦК КПСС «о перестройке партийного руководства народным хозяйством» с 10 декабря 1962 года был образован, в числе прочих, крупный Пестовский сельский район на территории Дрегельского, Пестовского и Хвойнинского районов, а 1 февраля 1963 года административный Дрегельский район в числе прочих был упразднён. Теребутинец и Сивцевский сельсовет вошли в состав сельского района. Указом Президиума Верховного Совета РСФСР от 2 марта 1964 года был образован Любытинский сельский район с центром в селе Любытино, Теребутинец и Сивцевский сельсовет вошли в его состав. Пленум ЦК КПСС, состоявшийся 16 ноября 1964 года восстановил прежний принцип партийного руководства народным хозяйством, после чего Указом Верховного Совета РСФСР от 12 января 1965 года сельские районы были преобразованы вновь в административные районы и решением Новгородского облисполкома № 6 от 14 января 1965 года Теребутинец и Сивцевский сельсовет в составе Любытинского района.

## Природа
Леса лиственные, в некоторых местах хвойные. Поблизости находятся большое количество озёр: Горелое, Горное, Сиверик, Долгое, Никулинское и ряд других. Относительно рядом протекает река Мда. Примечательно то, что здесь сохранилась девственная природа в первозданной чистоте.

## Климат
Средняя температура июля составляет 18°, января — −12 °C. Зимой часто бывают обильные снегопады. Выпадает до 1 м осадков. Данному месту присущ свой микроклимат.

## Связь
Есть приём радиостанций: «Маяк», «Радио России», радио «Мста», радио «Динамит FM».
Из телеканалов вещают четыре: 1-й телеканал, «Россия», «Петербург — Пятый канал», «Славия». Существуют 2 оператора сотовой связи Мегафон, МТС. В поселке установлен телефон-автомат стационарной телефонной связи с возможностью бесплатного вызова экстренной службы.

## Транспорт
Дорога до станции Неболчи, грунтовая. Протяженность около 40 км.
Железнодорожная станция Октябрьской железной дороги на линии
Санкт-Петербург — Кириши — Неболчи — Теребутинец — Хвойная — Кабожа — Пестово — Сонково — Москва (Москва Савел.) (введена в эксплуатацию в 1919 году).

## Экономика
В окрестностях посёлка добывается гравий и песок. Ведётся заготовка древесины. Трудоспособная часть населения посёлка работает на Октябрьской железной дороге. Через посёлок проходит нефтепровод Кириши-Ярославль.